# Gimnastică la Jocurile Olimpice de vară din 2012
Probele sportive de gimnastică la Jocurile Olimpice de vară din 2012 s-au desfășurat în trei discipline diferite : gimnastică artistică, gimnastică ritmică și la trambulină. Probele de gimnastică artistică s-au desfășurat la arena O2 din Londra între 28 iulie și 7 august 2012. Probele de gimnastică ritmică s-au desfășurat la arena Wembley din Londra între 9 și 12 august 2012. Probele la trambulină s-au desfășurat la arena O2 din Londra între 3 și 4 august 2012.

## Calendar competițional
| C | Calificări | F | Finală |

| Probă↓/Dată →               | Sâm 28 | Dum 29 | Lun 30 | Mar 31 | Mie 1 | Joi 2 | Dum 5 | Lun 6 | Mar 7 |
| --------------------------- | ------ | ------ | ------ | ------ | ----- | ----- | ----- | ----- | ----- |
| Individual compus, masculin | C      |        |        |        | F     |       |       |       |       |
| Echipe, masculin            | C      |        | F      |        |       |       |       |       |       |
| Sărituri, masculin          | C      |        |        |        |       |       |       | F     |       |
| Sol, masculin               | C      |        |        |        |       |       | F     |       |       |
| Cal cu mânere, masculin     | C      |        |        |        |       |       | F     |       |       |
| Inele, masculin             | C      |        |        |        |       |       |       | F     |       |
| Paralele, masculin          | C      |        |        |        |       |       |       | F     |       |
| Bară, masculin              | C      |        |        |        |       |       |       | F     |       |
| Individual compus, feminin  |        | C      |        |        |       | F     |       |       |       |
| Echipe, feminin             |        | C      |        | F      |       |       |       |       |       |
| Sărituri, feminin           |        | C      |        |        |       |       | F     |       |       |
| Sol, feminin                |        | C      |        |        |       |       |       | F     |       |
| Paralele inegale, feminin   |        | C      |        |        |       |       |       | F     |       |
| Bârnă, feminin              |        | C      |        |        |       |       |       | F     |       |

| Probă↓/Dată →     | Joi 9 | Vin 10 | Sâm 11 | Dun 12 |
| ----------------- | ----- | ------ | ------ | ------ |
| Individual compus | C     | C      | F      |        |
| Echipe compus     | C     | C      |        | F      |

| Categorie↓/Dată → | Vin 3 | Vin 3 | Sâm 4 | Sâm 4 |
| ----------------- | ----- | ----- | ----- | ----- |
| Masculin          | C     | F     |       |       |
| Feminin           |       |       | C     | F     |

## Medaliați

### Gimnastică artistică

#### Masculin
| Probă             | Aur                                                            | Argint                                                                         | Bronz                                                                          |
| Echipe compus     | China Chen Yibing Feng Zhe Guo Weiyang Zhang Chenglong Zou Kai | Japonia Ryohei Kato Kazuhito Tanaka Yusuke Tanaka Kōhei Uchimura Koji Yamamuro | Regatul Unit Sam Oldham Daniel Purvis Louis Smith Kristian Thomas Max Whitlock |
| Individual compus | Kōhei Uchimura (Japonia)                                       | Marcel Nguyen (Germania)                                                       | Danell Leyva (Statele Unite ale Americii)                                      |
| Sol               | Zou Kai (Republica Populară Chineză)                           | Kōhei Uchimura (Japonia)                                                       | Denis Ableazin (Rusia)                                                         |
| Cal cu mânere     | Krisztián Berki (Ungaria)                                      | Louis Smith (Regatul Unit)                                                     | Max Whitlock (Regatul Unit)                                                    |
| Inele             | Arthur Zanetti (Brazilia)                                      | Chen Yibing (Republica Populară Chineză)                                       | Matteo Morandi (Italia)                                                        |
| Sărituri          | Yang Hak-Seon (Coreea de Sud)                                  | Denis Ableazin (Rusia)                                                         | Ihor Radivilov (Ucraina)                                                       |
| Paralele          | Feng Zhe (Republica Populară Chineză)                          | Marcel Nguyen (Germania)                                                       | Hamilton Sabot (Franța)                                                        |
| Bară              | Epke Zonderland (Țările de Jos)                                | Fabian Hambüchen (Germania)                                                    | Zou Kai (Republica Populară Chineză)                                           |

#### Feminin
| Probă             | Aur | Argint                                                                                  | Bronz                                                                                      |
| Echipe compus     | Statele Unite ale Americii Gabrielle Douglas Jordyn Wieber Alexandra Raisman Kyla Ross McKayla Maroney | Rusia Aliya Mustafina Viktoria Komova Ksenia Afanasyeva Anastasia Grishina Maria Paseka | România · Cătălina Ponor · Larisa Iordache · Diana Bulimar · Sandra Izbașa · Diana Chelaru |
| Individual compus | Statele Unite ale Americii Gabrielle Douglas                                                           | Rusia Viktoria Komova                                                                   | Rusia Aliya Mustafina                                                                      |
| Sărituri          | România · Sandra Izbașa                                                                                | Statele Unite ale Americii McKayla Maroney                                              | Rusia Maria Paseka                                                                         |
| Sol               | Statele Unite ale Americii Alexandra Raisman                                                           | România · Cătălina Ponor                                                                | Rusia Aliya Mustafina                                                                      |
| Paralele inegale  | Rusia Aliya Mustafina                                                                                  | China He Kexin                                                                          | Regatul Unit Beth Tweddle                                                                  |
| Bârnă             | China Deng Linlin                                                                                      | China Sui Lu                                                                            | Statele Unite ale Americii Alexandra Raisman                                               |

### Gimnastică ritmică
| Probă             | Aur | Argint | Bronz |
| Echipe compus     | Evgenia Kanaeva · Rusia (RUS) | Daria Dmitrieva · Rusia (RUS) | Liubov Cearkașîna · Belarus (BLR)                                                                                       |
| Individual compus | Rusia (RUS) · Ksenia Dudkina · Alina Makarenko · Uliana Donskova · Anastasia Blizniuk · Karolina Sevasteanova · Anastasia Nazarenko | Belarus (BLR) · Marîna Hancharova · Anastasia Ivankova · Nataliya Leșcîk · Aliaksandra Narkevici · Ksenia Sankovici · Alina Tumilovici | Italia (ITA) · Elisa Blanchi · Romina Laurito · Marta Pagnini · Elisa Santoni · Anzhelika Savrayuk · Andreea Stefanescu |

### Trambulină
| Probă               | Aur                                    | Argint                                      | Bronz                                    |
| Individual masculin | Dong Dong (Republica Populară Chineză) | Dmitry Ushakov (Ucraina)                    | Lu Chunlong (Republica Populară Chineză) |
| Individual feminin  | Rosannagh MacLennan (Canada)           | Huang Shanshan (Republica Populară Chineză) | He Wenna (Republica Populară Chineză)    |